# Yoghurtglass
Yoghurtglass eller frusen yoghurt (engelska: frozen yogurt) är en glassliknande dessert, där yoghurt ersätter den mjölk, det matfett och de ägg som används i vanlig glass. Yoghurtglass finns i många olika varianter.
En snabbvariant kan göras på enbart yoghurt och frysta bär, liknande smoothie.